# Ultima III: Exodus
Az Ultima III: Exodus egy 1983-ban kiadott számítógépes szerepjáték, az Ultima sorozat harmadik epizódja, és egyben az első, "Age of Darkness" trilógia befejező része. Eredetileg ez is Apple II számítógépre íródott, de a nagy sikerre tekintettel tucatnyi portja készült el. Ez volt a sorozat első része, amelyet az Origin Systems adott ki.
A cselekmény középpontjában a címbeli Exodus áll, aki enm más, mint az első két rész főgonoszának, Mondainnak és Minaxnak az ivadéka. Ezúttal azért kell a játékosnak Sosariába utaznia, hogy helyreállítsa a békét. Az első két részhez képest ismét továbbfejlesztették a játékot, főként az animáció terén voltak javítások, de kapott a program zenei betéteket is, a játékos lehetőségei pedig kibővültek.

## Játékmenet
Az Ultima III grafikája forradalmi volt a maga idejében, az elsők között használt animált karaktereket. Fontos eltérés volt a korábbi részekhez képest, hogy immár egy négyfős csapatot irányíthattunk és nemcsak egyetlen karaktert. Őket normál esetben egyetlen ikon jelképezi, harci módban azonban felülnézetes módban mindannyian megjelennek, és valamennyiüknek parancsokat oszthatunk, körökre osztott módban. Ez jelentősen különbözik az előző epizódok harcrendszerétől, ahol első személyű nézetből folyamatosan ütéseket kellett bevinnünk egy-egy ellenfélnek, amíg nem végeztünk vele. A játéktérképen lévő ellenségeket láthatjuk és el is kerülhetjük őket, míg a labirintusokban minden előzetes figyelmeztetés nélkül botlunk beléjük.
Immár 11 különféle karakterosztály közül választhatunk induláskor: harcos, paladin, pap, varázsló, kósza, tolvaj, barbár, tréfamester, illuzionista, druida és alkimista. A karakterek öt fajból kerülhetnek ki: ember, tünde, törp, bobbit és fuzzy. A faj és a karakterosztály kihatással van az alapképességekre (erő, kitartás, intelligencia, bölcsesség), amelyek pedig befolyásolják az egyes képzettségeinket. A harcosok például mindenféle fegyvert és páncélt hordhatnak, de nem tudnak lopni, sem mágikus képességeket használni. A papok ugyan csak láncinget és buzogányt használhatnak, de hozzáférhetnek valamennyi varázslathoz. Az alkimisták csak tőrt és hagyományos ruhát viselhetnek, cserébe a varázslói és tolvaji képességeknek is fele-fele részben birtokosai.
Minden karakter 1-es szinten kezdi a játékot és külön-külön fejlődik. A maximális szint a 25-ös: ugyan elméletileg magasabbra is juthatunk, de a statisztikák innentől nem javulnak. A szintlépéshez meg kell látogatnunk midnen alkalommal Lord British-t.
A városlakókkal nemcsak beszélgethetünk, hanem megvesztegethetjük őket, lophatunk tőlük, esetleg harcba is szállhatunk velük. Vezstegetéssel azt is elérhetjük, hogy egyes őrök hagyják el az őrhelyüket. Lopni lehet a városlakóktól és az ellenfelektől is, de ha rajtakapnak minket, azt igen rossz szemmel nézik. Ráadásul a városlakókat az őrség is védi, és ők is azonnal megtámadnak minket, és nagyon kemény ellenfelek. Lord British is megtámadható, de ő lényegében sebezhetetlen.
Az első két részben a labirintusok még dróthálós megjelenítést kaptak, az Exodusban viszont már valódi háromdimenziós hatást keltenek, és szervesen integrálták őket a játékmenetbe. Valamennyi labirintus 8 szintből áll, és minél mélyebbre haladunk bennük, annál keményebb ellenfelek jönnek. Valamennyiben találhatunk különféle értékeket, és némelyikben források is vannak: akad, amelyik életerőt ad, de van, amelyik mérgező. A labirintusokban sötét van, ezért megfelelő eszköz segítséégvel fényt kell varázsolnunk.
A gyalogos utazás mellett lehet lóháton vagy épp csónakkal is közlekedni. A gyaloglás lassú és veszélyes, mert hamar utolérhetnek minket a szörnyek. Lóháton gyorsabban közlekedhetünk és biztonságosabban. Egy bizonyos szint elérése után csónakázhatunk is, kalózok legyőzésével pedig rendes hajót is szerezhetünk magunknak. Csónakba szállni mindenképpen szükséges a játék egy bizonyos pontján, mert csak így vihetjük végig a játékot.

## Történet
A második rész történései után visszatérünk Sosariába. Exodus, aki se nem ember, se nem gép (egyfajta mesterséges intelligencia), Minax és Mondain kreálmánya. Őt kel legyőznünk a játék során, aki a Tűz-szigeten lévő erődítményéből terrorizálja a lakosságot. Lord British kérésére Ambrosia elveszett vidékére kell mennünk, és össze kell gyűjtenünk különféle mágikus jeleket, hogy megtalálhassuk az Idő Urát. Ő lesz az, aki elmondja, hogy a játék közben megtalált négy "imádságos kártyát" (valójában egyfajta kulcskártyákat) milyen sorrendben kell behelyezni az Exodusba, hogy az megsemmisüljön.
Akkoriban egyedülálló volt a játék a tekintetben, hogy a főellenfelet nem valamilyen nagy végső összecsapás keretében kellett legyőzni, hanem rejtvény megoldásával, figyelve a játék során korábban elejtett nyomokra is.
A játék végén a REPORT THY VICTORY felirat jelent meg - azok, akik ennek eleget téve írtak az Originnek egy levelet, azok kaptak egy, személyesen Richard Garriott által aláírt elismervényt a teljesítményükről.
Ambrosia és a Tűz-sziget később megjelentek az Ultima VII-ben és az Ultima Online-ban is.

## Fejlesztés és fogadtatás
Ez volt az első játék a sorozatban, amelyet Garriott cége, az Origin Systems fejlesztett és adott ki.
1983-ban először Apple II-re, a 8 bites Atari gépekre, Commodore 64-re és IBM PC-re jelent meg. Az első három változat szinte teljesen megegyezett (a C64 kiadásban a labirintusok fekete-fehérek voltak), az IBM PC-verzióban nem volt zene, és csak a 4,77 MHz-en futó processzorokkal működött tökéletesen.
1986-ban elkészült az Amiga, az Atari ST, a Macintosh, a PC-88, PC-98 és az FM-7 port is. Ezek közül az Amiga és az Atari ST változatok voltak azok, amelyek többet nyújtottak, több színt használtak és teljeskörű egértámogatást kaptak. Macintosh-on is lehetett egeret használni, de a játék fekete-fehér volt és hangok se voltak.
1987-ben megjelent a játék NES-re is, nagyobb változtatásokkal. A zene és a grafika teljesen megváltozott, az irányítást a konzolra szabták, és jelentősen kibővültek a párbeszédek is.
1988-ban kiadták MSX2-re is, egy videókazettaszerű dobozban. Eleinte nem adtak hozzá térképet, csak az egy évvel később kiadott változathoz.
1993-ban a Macintosh-verziót remake-elte a Lairware, és a játék végre színes lett.
A peogram nagyon jól fogyott, 1990-ig összesen 120 ezer példányban kelt el. Népszerűsége megágyazott az olyan sorozatoknak, mint a Dragon Quest vagy a Final Fantasy. Magát az Ultima III-at pedig a Wizardry inspirálta, főként az új harcrendszer terén.
A borítón látható démonfigura miatt vallási fundamentalisták tiltakoztak, azzal vádolva a fejlesztőket, hogy megrontják az ifjúságot és a Sátán imádatára buzdítanak. Részben ez is hatással volt arra, hogy a következő epizódot Garriott már egy teljesen új szempont, az erények mentén hozza létre, mely a későbbi részekben is nagy hangsúlyt kapott.

## Fordítás
- Ez a szócikk részben vagy egészben  az   Ultima III. Exodus című angol Wikipédia-szócikk ezen változatának fordításán alapul.  Az eredeti cikk szerkesztőit annak laptörténete sorolja fel. Ez a jelzés csupán a megfogalmazás eredetét és a szerzői jogokat jelzi, nem szolgál a cikkben szereplő információk forrásmegjelöléseként.